# Oxyurichthys microlepis
 Oxyurichthys microlepis és una espècie de peix de la família dels gòbids i de l'ordre dels perciformes.

## Morfologia
Els mascles poden assolir els 13,5 cm de longitud total.

## Distribució geogràfica
Es troba des de Kenya fins a Transkei (Sud-àfrica), el Pacífic occidental i el delta del Mekong fins a Cambodja.